# Scott McLeod
Scott McLeod es un bajista británico que fue miembro de The Ya Ya's y por poco tiempo integrante de Oasis, cuando, en 1995, Paul McGuigan abandonó la banda alegando fatiga tras una larga temporada de gira. McLeod aparece en el video de Wonderwall y comienza una gira con la banda en Estados Unidos antes de abandonarla en Pittsburgh, Pensilvania; esto ocasionó que el guitarrista Paul Arthurs tuviera que tocar el bajo por un tiempo.
Semanas después, McLeod contactó a Noel Gallagher diciendo que había tomado la decisión equivocada pero McGuigan ya había sido convencido de regresar a la banda en la que permaneció hasta 1999, siendo sustituido por  Andy Bell, finalmente Noel le deseó suerte a McLeod.